# Maroun Ammar
Maroun Ammar (ur. 10 lutego 1956 w Hadży) – libański duchowny maronicki, od 2017 biskup Sydonu.

## Życiorys
Święcenia kapłańskie przyjął 17 września 1986 i został inkardynowany do archieparchii Tyru. Był m.in. przewodniczącym trybunału kościelnego w Hajfie, pracownikiem maronickiego sądu w Libanie, a także opiekunem roczników propedeutycznych seminarium w Ghazir oraz rektorem tejże uczelni.
16 czerwca 2012 papież Benedykt XVI zatwierdził jego wybór na biskupa pomocniczego Dżubby, Sarby i Dżuniji oraz przydzielił mu stolicę tytularną Canatha. Sakry udzielił mu Béchara Boutros Raï.
17 czerwca 2017 Synod Kościoła maronickiego mianował go eparchą Sydonu.